# Ладвозеро (озеро, Винницкое сельское поселение)
Ладвозеро — пресноводное озеро на территории Винницкого сельского поселения Подпорожского района Ленинградской области.

## Общие сведения
Площадь озера — 0,5 км², площадь водосборного бассейна — 3,64 км². Располагается на высоте 188,6 метров над уровнем моря.
Форма озера лопастная, продолговатая: оно более чем на полтора километра вытянуто с северо-запада с юго-запада на северо-восток. Берега несильно изрезанные, каменисто-песчаные, преимущественно возвышенные.
С южной стороны озера вытекает безымянный водоток, который, протекая через озера Маленькое, Мутнозеро и Пертозеро, впадает в Ащозеро, из которого берёт начало река Ащина, впадающая в реку Оять, левый приток Свири.
С севера к Ладвозеру подходит лесная дорога.
Населённые пункты вблизи водоёма отсутствуют. На северном берегу располагается урочище Бор на месте опустевшей одноимённой деревни.
Код объекта в государственном водном реестре — 01040100811102000015852.